# 棉湖镇
棉湖镇，始建於北宋太平興國二年(西曆997年)，是中华人民共和国广东省揭阳市揭西县下辖的一个乡镇级行政单位。

## 行政区划
棉湖镇下辖以下地区：
竹园内社区、桥头社区、解放路社区、米街社区、方围社区、南门社区、云湖社区、花园社区、道江社区、湖滨社区、东新社区、兴中社区、岭南社区、四乡村、湖西村、新湖村、厚埔村、上埔村、甲埔村、镜潭村、下浦村、鲤鱼沟村、贡山村、新厝陂村、贡东村、玉石村和考溪村。